# Pani Domu
„Pani Domu” – wydawane od 31 sierpnia 1994 czasopismo skierowane do kobiet. Każde jego wydanie zawiera artykuły poświęcone: urodzie, modzie, zdrowiu i gotowaniu, reportaże oraz krzyżówki. 

## Wydawcy czasopisma
- 1994–2007 – Axel Springer Polska
- 2007–2009 – Marquard Media Polska[2]
- 2009–2019 – Edipresse Polska[3]
- od 2019 – Wydawnictwo Bauer[4]